# Villavega de Aguilar

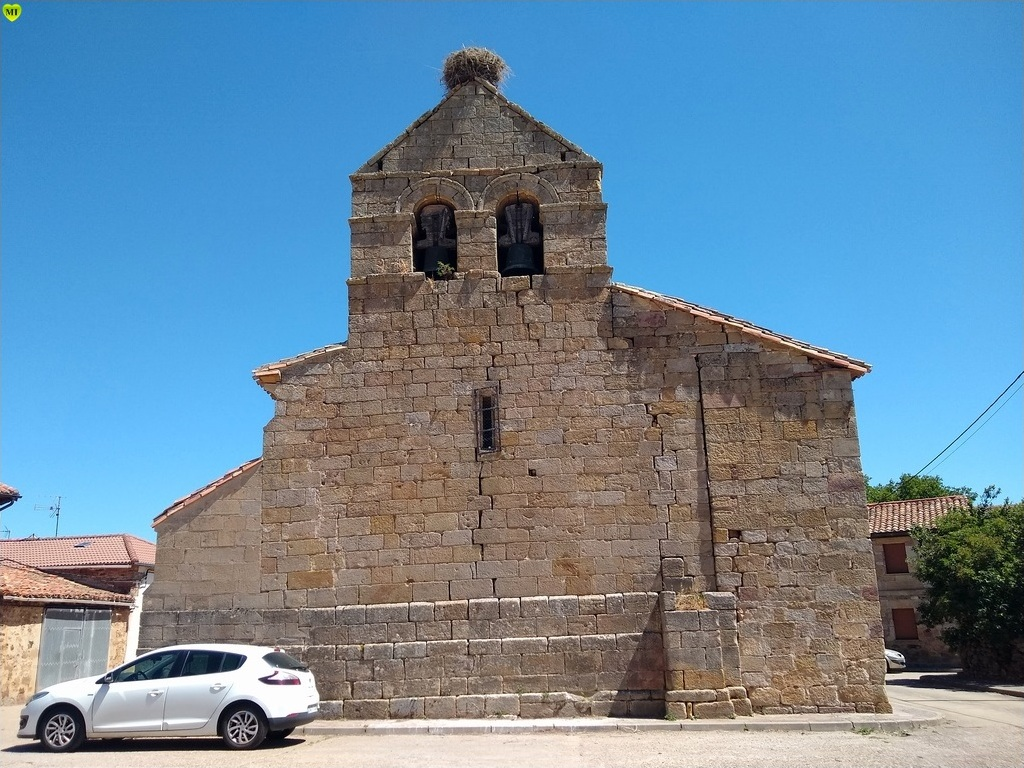
Iglesia de San Juan Bautista. Espadaña

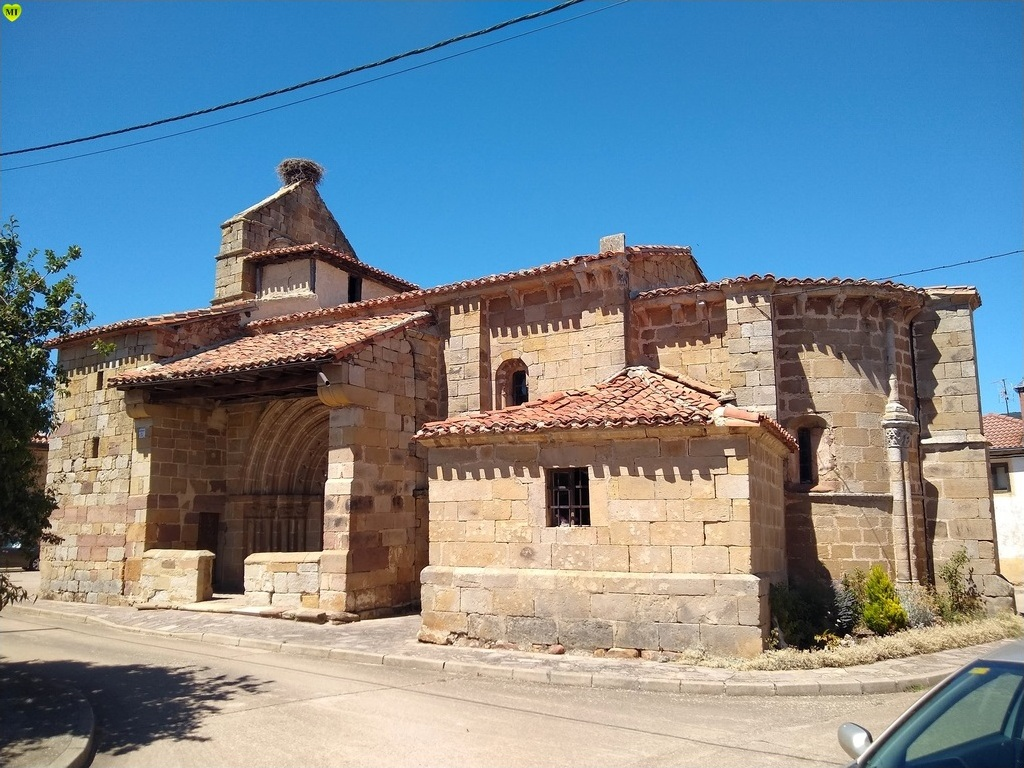

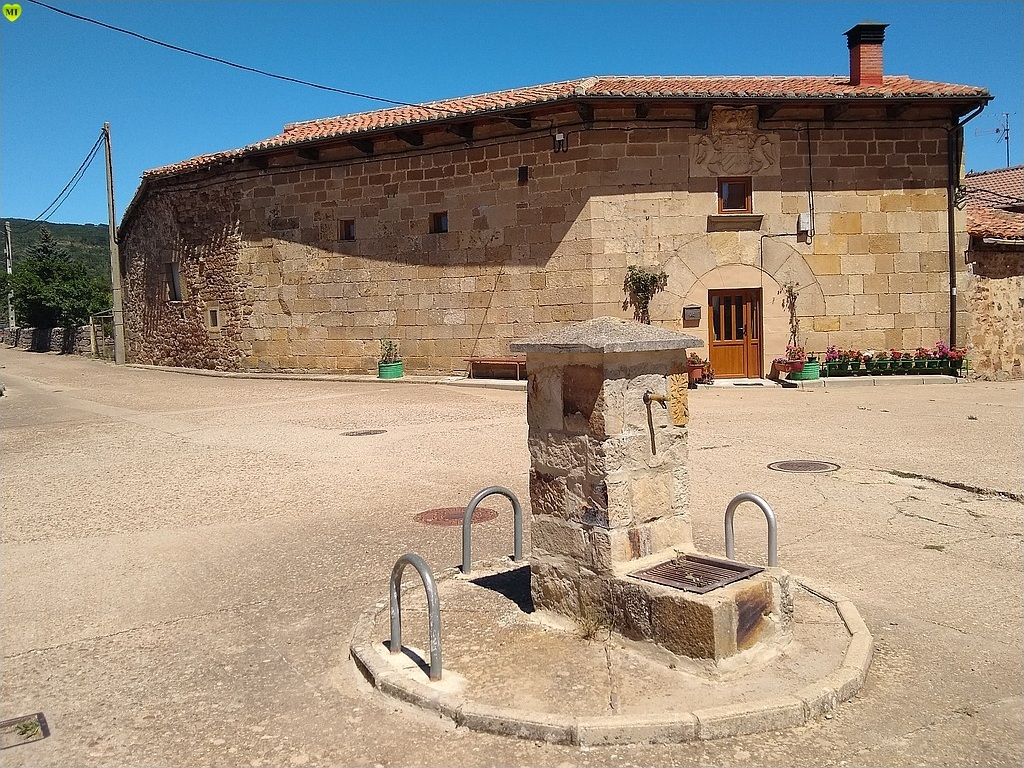

Villavega de Aguilar es una localidad de la provincia de Palencia (Castilla y León, España) que pertenece al municipio de Aguilar de Campoo.

## Geografía
Está a una distancia de 8,7 km de Aguilar de Campoo, la capital municipal, en la comarca de la Montaña Palentina.

## Demografía
Evolución de la población en el siglo XXI
| Gráfica de evolución demográfica de Villavega de Aguilar entre 2000 y 2020 |
|                                                                            |
| Población de derecho (2000-2020) según el padrón municipal del INE         |

## Historia
Desde la Edad Media al siglo XVIII, esta localidad estuvo integrada dentro de la Merindad Menor de Aguilar de Campoo. Hasta mediados del siglo XIX era un municipio independiente, ya que a la caída del Antiguo Régimen la localidad se constituye en municipio constitucional y que en el censo de 1842 contaba con 11 hogares y 57 vecinos. En esa época es anexionado al municipio de Nestar, y en los años 1970 ambos a Aguilar de Campoo.

## Patrimonio
- Iglesia de San Juan Bautista: En la localidad se encuentra una iglesia católica de origen románico, dedicada a San Juan Bautista. Se sitúa cronológicamente entre los siglos XII y XIII, aunque con adiciones posteriores. Está incluida en el Plan de Intervención del Románico Norte, y dentro del mismo se han realizado algunas intervenciones de restauración.
- También, es de destacar en el pueblo una cruz de origen medieval, y unos pilones de un puente de posible origen romano, sobre el antiguo cauce del río ahora convertido en era.